# Méndez (Familienname)
Méndez oder Mendez ist ein spanischer Familienname.

## Namensträger

### A
- Alberto Méndez (* 1974), deutsch-spanischer Fußballspieler
- Alex Méndez (* 2000), US-amerikanischer Fußballspieler
- Alfonso Méndez Plancarte (1909–1955), mexikanischer Priester, Romanist und Schriftsteller
- Alfredo Méndez-Gonzalez (1907–1995), US-amerikanischer Geistlicher, Bischof von Arecibo
- Álvaro Pérez Méndez (* 2005), spanischer Handballtorwart
- Ángel Rivero Méndez (1856–1930), puerto-ricanischer Soldat, Schriftsteller, Journalist und Geschäftsmann
- Antonio Mendez (Dirigent) (* 1984), spanischer Dirigent
- Antonio Méndez Méndez (Ñoño; * 1970), spanischer Fußballspieler
- Aparicio Méndez (1904–1988), uruguayischer Politiker, Präsident 1976 bis 1981
- April Mendez (* 1987), US-amerikanische Wrestlerin, siehe AJ Lee
- Argenis Mendez (* 1986), dominikanischer Boxer
- Arley Méndez (* 1993), chilenisch-kubanischer Gewichtheber
- Arnaldo Tamayo Méndez (* 1942), kubanischer Pilot und Kosmonaut
- Ava Mendez (* 1995), philippinische Schauspielerin

### B
- Belem Guerrero Méndez (* 1974), mexikanische Radsportlerin, siehe Belem Guerrero
- Benito Adán Méndez Bracamonte (* 1962), venezolanischer Geistlicher, Militärbischof von Venezuela
- Brais Méndez (* 1997), spanischer Fußballspieler
- Bruno Méndez (Rennfahrer) (* 1990), spanischer Automobilrennfahrer
- Bruno Méndez (Handballspieler) (Broncos; * 1994), uruguayischer Handballspieler
- Bruno Méndez (Leichtathlet), uruguayischer Leichtathlet
- Bruno Méndez (Fußballspieler) (* 1999), uruguayischer Fußballspieler

### C
- Carlos Méndez (Judoka) (* 1972), puerto-ricanischer Judoka
- Carlos Méndez (Fußballspieler) (* 1988), uruguayischer Fußballspieler
- Charles Mendez (* 1947), US-amerikanischer Automobilrennfahrer und Motorsportfunktionär
- Concha Méndez (1898–1986), spanische Dichterin und Dramatikerin
- Conny Méndez (1898–1979), venezolanische Schauspielerin, Malerin, Schriftstellerin und Komponistin

### D
- Daniel Francisco Blanco Méndez (* 1973), costa-ricanischer Geistlicher, Weihbischof in San José de Costa Rica
- Daniel Galán Méndez (* 1936), mexikanischer Diplomat

- Diego Méndez (1472–1536), spanischer Seefahrer

### E
- Edison Méndez (* 1979), ecuadorianischer Fußballspieler
- Eduardo Méndez Gaa (* 1969), deutsch-uruguayischer Journalist und Publizist
- Epifanio Méndez Fleitas (1917–1985), paraguayischer Politiker, Musiker und Schriftsteller
- Ernesto Méndez (Schachspieler) (* 1960), argentinischer Schachspieler
- Ernesto Méndez (Musiker) (* 1968), argentinischer Gitarrist und Komponist
- Ernesto Silva Méndez (* 1975), chilenischer Politiker
- Eugenio Méndez (* 1941), chilenischer Fußballspieler und -trainer
- Eugenio Méndez Docurro (1923–2015), mexikanischer Politiker und Ingenieur
- Eustaquio Méndez (1784–1849), bolivianischer Militärführer

### F
- Federico Méndez (* 1972), argentinischer Rugby-Union-Spieler
- Felipe Méndez (Paläontologe) (um 1908–??), argentinischer Paläontologe
- Felipe Méndez (* 1999), chilenischer Fußballspieler, siehe Víctor Méndez
- Felipe Méndez de Vigo y Osorio (1829–1901), spanischer Diplomat
- Fernando Méndez (1908–1966), mexikanischer Filmregisseur
- Fuensanta Méndez (* 1995), mexikanische Jazz- und Improvisationsmusikerin

### G
- Gabriel Méndez Plancarte (1905–1949), mexikanischer Priester, Romanist und Dichter
- Guillermo Méndez (* 1994), uruguayischer Fußballspieler
- Gustavo Méndez (* 1971), uruguayischer Fußballspieler

### H
- Haley Mendez (* 1993), US-amerikanische Squashspielerin
- Héctor Méndez (1897–1977), argentinischer Boxer
- Henry Méndez, dominikanischer Musiker
- Hugo Méndez (1930/1931–2009), uruguayischer Politiker

### I
- Íñigo Méndez de Vigo (Íñigo Méndez de Vigo Montojo; * 1956), spanischer Politiker (PP)
- Ivo Méndez (* 1991), bolivianischer Fußballschiedsrichter

### J
- Javier Méndez (Fußballspieler, 1949) (* 1949), chilenischer Fußballspieler
- Javier Méndez (Baseballspieler) (* 1964), kubanischer Baseballspieler
- Javier Méndez (Boxer) (* 1972), mexikanischer Boxer
- Javier Méndez (Fußballspieler, 1982) (* 1982), uruguayischer Fußballspieler
- Javier Méndez (Fußballspieler, 1994) (* 1994), uruguayischer Fußballspieler
- Jenaro Méndez y del Río (1867–1952), mexikanischer Geistlicher, Bischof von Huajuapan de León
- Jerónimo Méndez (1887–1959), chilenischer Politiker
- Jesús Méndez (* 1984), argentinischer Fußballspieler
- Jhegson Méndez (* 1997), ecuadorianischer Fußballspieler
- Joan Cardona Méndez (* 1998), spanischer Segler
- José Méndez (Baseballspieler) (José de la Caridad Méndez; 1885–1928), kubanischer Baseballspieler
- José Méndez (Ruderer) (José Luis Méndez García; 1937–2021), spanischer Ruderer und Sportfunktionär
- José Antonio Méndez (1927–1989), kubanischer Sänger, Gitarrist und Komponist
- José Crispiano Clavijo Méndez (* 1951), kolumbianischer Geistlicher, Bischof von Sincelejo
- José de Jesús Méndez, mexikanischer Mafioso
- José Natanael Méndez Acosta (* 1983), paraguayischer Fußballschiedsrichter
- José Peña Méndez (* 1966), spanischer Sänger
- José Rafael Pulido Méndez (1907–1972), venezolanischer Geistlicher
- Josefina Méndez (1941–2007), kubanische Ballerina
- Juan Carlos Méndez Guédez (* 1967), venezolanischer Schriftsteller
- Juan Ernesto Méndez (* 1944), argentinischer Rechtswissenschaftler
- Juan Nepomuceno Méndez (1820–1894), mexikanischer General und Politiker, Präsident 1876–77
- Juan Sánchez Méndez (* 1967), spanischer Linguist
- Julio César Méndez Montenegro (1915–1996), guatemaltekischer Politiker, Präsident 1966 bis 1970

### K
- Kevin Méndez (* 1996), uruguayischer Fußballspieler
- Kinito Méndez (* 1961), dominikanischer Sänger

### L
- Laura Méndez (* 1988), spanische Leichtathletin
- Leopoldo Méndez (1902–1969), mexikanischer Künstler
- Lucía Méndez (* 1955), mexikanische Schauspielerin, Sängerin und Model
- Luis Méndez (Bischof) († 1529), Titularbischof von Sidon
- Luis Méndez (Produzent), Filmproduzent
- Luis Méndez (Sportschütze) (* 1959), uruguayischer Sportschütze
- Luis Méndez (Boxer) (* 1969), uruguayischer Boxer
- Luis Méndez de Haro y Guzmán (1598–1661), Premierminister und Berater von König Philipp IV. von Spanien
- Luis Mendez de Vasconcellos (1543–1623), portugiesischer Großmeister des Malteserordens
- Luis Fernando Castillo Méndez (1922–2009), brasilianischer Geistlicher und Patriarch
- Luis Gabriel Cuara Méndez (1939–2005), mexikanischer Geistlicher, Bischof von Veracruz

### M
- Marcelo Méndez (* 1981), uruguayischer Fußballspieler
- Marco Aurelio Robles Méndez (1905–1990), panamaischer Politiker, Präsident 1964 bis 1968
- Marcos Méndez, mexikanischer Squashspieler
- María Méndez (* 2001), spanische Fußballspielerin
- Mario Méndez (* 1979), mexikanischer Fußballspieler
- Mario Omar Méndez (1938–2020), uruguayischer Fußballspieler
- Marten Mendez (1916–1994), US-amerikanischer Badmintonspieler
- Martha Méndez (* 2000), dominikanische Sprinterin
- Mauricio Mendez (* 1995), mexikanischer Triathlet
- Miguel Abadía Méndez (1867–1947), kolumbianischer Politiker und Diplomat
- Miguel Ángel Martínez Méndez (* 1959), guatemaltekischer römisch-katholischer Geistlicher und Apostolischer Vikar von Izabal
- Mike Mendez (* 1973), US-amerikanischer Regisseur
- Modesto Méndez (Offizier) (1800–1863), guatemaltekischer Politiker und Offizier
- Modesto Méndez (Fußballspieler) (* 1998), kubanischer Fußballspieler

### N
- Nathaniel Mendez-Laing (* 1992), englisch-guatemaltekischer Fußballspieler
- Nicanor Costa Méndez (1922–1992), argentinischer Politiker und Diplomat
- Nicanor González Méndez (1864–1934), chilenischer Maler
- Nicolas Pedro Mendez († 1542), römisch-katholischer Geistlicher, Bischof von Tanger
- Norberto Méndez (1923–1998), argentinischer Fußballspieler

### O
- Omar Méndez (Fußballspieler) (* 1934), uruguayischer Fußballspieler
- Omar Méndez (Boxer) (* 1961), nicaraguyanischer Boxer, Olympiateilnehmer 1984
- Óscar Méndez (* 1994), uruguayischer Fußballspieler

### R
- Rafael Méndez (1904–1982), bolivianischer Fußballspieler
- Rodrigo Pacheco Méndez (* 2005), mexikanischer Tennisspieler
- Ricardo Francisco Galán Méndez (* 1939), mexikanischer Diplomat

### S
- Segundo García de la Sierra y Méndez (1908–1998), spanischer Erzbischof
- Seone Mendez (* 1999), australische Tennisspielerin
- Sergio Méndez Arceo (1907–1992), mexikanischer Geistlicher, Bischof von Cuernavaca

### T
- Tomás Alberto Clavel Méndez (1921–1988), panamaischer Geistlicher, Erzbischof von Panama
- Tony Mendez (Antonio Joseph Mendez; 1940–2019), US-amerikanischer Geheimdienstoffizier, Künstler und Autor

### W
- Waldemar Méndez (* 1971), argentinischer Fußballspieler
- Winston Méndez Montero (* 1974), dominikanischer Boxer

### V
- Víctor Méndez (* 1999), chilenischer Fußballspieler